# نادي بوخوم
نادي بوخوم 1848 للتربية البدنية (بالألمانية:  Verein für Leibesübungen Bochum 1848 Fußballgemeinschaft) هو أحد أندية كرة القدم في ألمانيا. يُعدّ من أقدم الأندية الرياضية في العالم إذ تأسس في 15 فبراير 1848.

## روابط إضافية
- The Abseits Guide to German Soccer
- Official website
- fussball.com